# Stelis fabulosa
Stelis fabulosa är en orkidéart som beskrevs av Carlyle August Luer och Endara. Stelis fabulosa ingår i släktet Stelis och familjen orkidéer. Inga underarter finns listade i Catalogue of Life.